# Commandaria
El commandaria, también llamado commanderia o coumadarka (en griego: κουμανδαρία y en griego: κουμανδαρία chipriota κουμανταρία) es un vino de postre dulce de color ambarino procedente de la región homónima de Chipre en las estribaciones de las montañas Troödos. Está hecho con uvas secadas al sol de las variedades xynisteri y mavro. Aunque a menudo es un vino fortificado, a través de su método de producción se logran altos niveles de alcohol, alrededor del 15% antes de la fortificación. Representa un estilo de vino antiguo documentado en Chipre desde 800 a. C. y tiene la distinción de ser el vino más antiguo todavía en producción en el mundo, con el nombre Commandaria datando de las cruzadas en el siglo XII.

## Historia
Este vino tiene una rica historia que se remonta al tiempo de los antiguos griegos, entre los que era una bebida popular  en festivales. La primera referencia al vino de uva seca de Chipre data de 800 a. C. por el poeta griego Hesíodo y hay referencias posteriores al maná chipriota.
Durante las cruzadas, el commandaria se sirvió en el siglo XII en la boda del rey Ricardo Corazón de León con Berenguela de Navarra en Limasol. Durante la boda Ricardo llamó al commandaria "el vino de los reyes y el rey de los vinos".  A finales del siglo la isla fue vendida a los caballeros templarios, quienes la vendieron a Guido de Lusignan, reteniendo un feudo en Kolossi, cerca de Limasol. Esta propiedad fue llamada "La Grande Commanderie". Commanderie hacía referencia a la fortaleza que era llamada Grande para diferenciarla de las dos más pequeñas en Pafos (Fénix) y Kyrenia (Templos). Esta área bajo el control de los caballeros templarios (y de los Caballeros Hospitalarios tras la desaparición de los primeros) terminó siendo denominada simplemente como Commandaria. Cuando los caballeros empezaron producir grandes cantidades del vino para exportación a las cortes reales de Europa y para abastecer a peregrinos en ruta a tierra santa, el vino recibió el nombre de la región. Por ello tiene la distinción de ser la denominación de vino más antigua aún en producción.
A pesar de que hoy se ha estandarizado como marca el nombre commandaria, históricamente se han usado varios nombres y ortografías. En 1863, Thomas George Shaw lo llama commanderi en su libro El vino, las parras y la bodegas mientras que en 1879, Samuel Baker se refiere a él como commanderia. En 1833 Cyrus Redding utiliza en su Historia y descripción de vinos modernos la forma commandery.
La leyenda dice que en el siglo XIII Felipe Augusto de Francia organizó la primera competición de cata de vinos. El acontecimiento, apodado la batalla de los vinos (La Bataille des Vins), consta en un poema francés escrito por Henri d'Andeli en 1224.  La competición reunió vinos de todas partes de Europa y fue ganada por un vino dulce de Chipre que se suele considerar commandaria. La región de Commandaria cayó bajo el control de su descendiente Felipe IV en 1307 después de la supresión de los caballeros templarios.
Las historias populares afirman que el sultán otomano Selim II invadió Chipre por su afición al commandaria y que las uvas usadas para hacer este vino son las mismas uvas exportadas a Portugal que fueron origen del oporto.
Según narra Samuel Baker en su libro Chipre - Cómo lo ví en 1879 a finales del siglo XIX Chipre producía aproximadamente 300.000 ocas al año, cantidad equivalente a aproximadamente 385,000 litros (el dato refleja producción que pagaba impuestos). De esta cantidad, Chipre exportó 180.103 okes desde el puerto de Limasol, principalmente a Austria (155,000 okes valorados en 2.075 libras esterlinas).
Las cifras oficiales de la Comisión Chipriota de Productos Vinícolas muestran una tendencia creciente en los volúmenes producidos. Mucha de la producción se sigue destinando a la exportación.
| Año                                           | 1878    | 1879    | 2001    | 2002    | 2003    | 2004    | 2005    |
| Producción total (en kilos de uva procesados) | 150,000 | 385,000 | 253,495 | 155,925 | 209,250 | 564,179 | 449,290 |
| Exportaciones totales (en litros)             | 200,000 |         | 228,369 | 210,953 | 189,384 | 189,236 | 82,728  |

## Producción

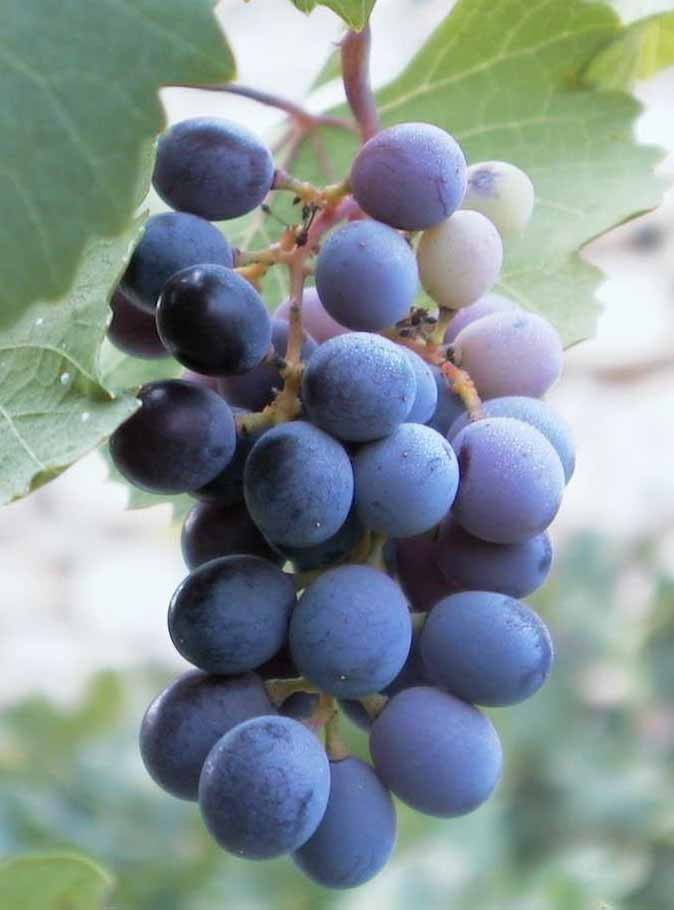
Las uvas mavro son usadas en la producción de commandaria.

El commandaria se obtiene exclusivamente de dos tipos de uvas indígenas de Chipre: xynisteri y mavro. Las uvas se dejan en la parra más allá de su madurez para que alcancen un contenido de azúcar aceptables (correspondientes a un alto peso de mosto)  antes de la cosecha. Más específicamente, las xynisteri se recogen a alrededor de 12 grados Baumé (°Bé) y las mavro en 15-16 °Bé. Las uvas son entonces puestas a secar al sol para aumentar aún más la densidad de azúcar a través de la evaporación. Cuándo el peso de mosto ronda 19 a 23 °Bé se extrae el mosto mediante aplastamiento y prensado. La fermentación tiene lugar en embalses y genera naturalmente altos niveles de alcohol de alrededor del 15%. El proceso tiene que tener lugar dentro del limita de los 14 pueblos que forman la región de Commandaria y pasar al menos cuatro años en barriles de roble para ganar la denominación de origen, aunque el envejecimiento puede tener lugar fuera de la zona de Comanndaria mientras se sigan las condiciones de la normativa chipriota.
Una vez la fermentación ha sido completada con un nivel de alcohol mínimo de 10% (a menudo superado), la fuerza alcohólica del commandaria puede ser aumentada por la adición de alcohol de uva puro al 95% o vino destilado de al menos un 70% de contenido alcohólico. Aun así, después de la adición el contenido de alcohol real del vino no puede superar el 20%, mientras que su alcohol potencial total (incluyendo su contenido de azúcar) tiene que ser de al menos 22.5%. Así, el commandaria puede ser un vino fortificado pero la fortificación no es obligatoria.
Los orígenes del método de producción no están claros. En su poema Trabajos y días, escrito en el siglo VII a. C., Hesíodo escribe: 

No olvides a continuación tender las uvas maduras, diez noches al aire, ni recogerlas de día; cinco mas recuerda, antes de que el vino sea hecho, para dejarlos en la sombra; y el sexto empléate con energía, para envasar el regalo de Baco, señor de la alegría.

Plinio el Viejo describió métodos similares empleados por los griegos para hacer vinos dulces:

Las uvas se dejan secar en la viña al sol... Se las hace secar al sol y se las deja por siete días en un espacio cerrado sobre vallas, siete pies sobre el suelo, con cuidado de protegerlas por la noche del rocío. Al octavo día se exprimen. Con este método, se dice, se produce un licor de exquisito bouquet y sabor. El licor, conocido como melitites es uno de los vinos dulces.

En su obra Samuel Baker describe la producción en 1879 

…las uvas de commanderia se recolectan y extienden sobre los tejados de adobe de las casas nativas y se exponen durante varios días hasta que muestras síntomas de que su piel se encoge y los tallos se han secado. Entonces se exprimen…"

Afirmando que la evolución de este método fue más por necesidad que por elección:

Algunos viajeros han imaginado que las uvas se secan a propósito antes de ser exprimidas; por otro lado, los habitantes me han asegurado que la única razón para tender su cosecha en los tejados es el riesgo de dejarla madurar en la viña. Ninguna de las propiedades está vallada y en cuanto la uva está lo bastante madura para la cosecha es robada en grandes cantidades o destruida por el vacas, cabras, mulas y otros animales errantes que se ven atraídos a los campos…

El commandaria se produce tanto por industrias de vino a gran escala (KEO, ETKO, LOEL y SODAP) como por productores locales de pequeño volumen.

## Denominación de origen

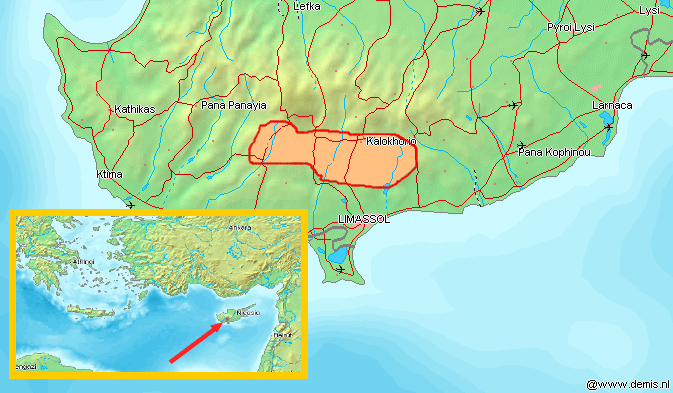
Mapa de la zona de denominación de origen en Chipre

Actualmente commandaria es una denominación de origen protegida dentro de la Unión Europea, los Estados Unidos y Canadá. Según legislación chipriota aprobada el 2 de marzo de 1990, un vino así denominado debe ser producido en una de los siguientes catorce localidades: Agios Georgios, Agios Konstantinos, Agios Mamas, Agios Pavlos, Apsiou, Gerasa, Doros, Zoopigi, Kalo Chorio, Kapilio, Laneia, Louvaras, Monagri y Silikou. El área designada está localizada a una altitud de 500-900 m en las pendientes sur de la cordillera Troödos del distrito de Limasol. Las uvas deben provenir de viñas de secano de más de cuatro años que deben haber sido podadas según el método tradicional. La cosecha sólo puede comenzar después de haber sido aprobada por la comisión de productos de la viña de Chipre, que comprueba el contenido de azúcar mediano de las uvas. Las uvas xinisteri tienen que demostrar un contenido de azúcar de 212 g/L y las mavro deben superar 258 g/L. La concentración de azúcar se aumenta secando las uvas al sol, normalmente durante 7–10 días, hasta llegar a valores de 390 a 450g/L.
Desde el 17 de febrero de 2006, posee registro como denominación de origen protegida ante la Unión Europea bajo la denominación en griego Κουμανδαρία. También cuenta con registro ante la Organización Mundial de la Propiedad Intelectual desde 22 de junio de 2021.
En febrero de 2006, la Asociación de Productos de la Viña de Chipre seleccionó un vaso de vino oficial para el commandaria, fabricado por Riedel, una compañía de vasos de vino austriaca.